# MazaCAM
MazaCAM ist eine kommerzielle Software zur Programmierung und Verwaltung von CNC-gesteuerten Zerspanungsmaschinen des japanischen Unternehmens Yamazaki Mazak. Sie kann aber auch Programme für andere Maschinen mit G-Code- oder DIN/ISO-Steuerung erstellen. Entwickelt wurde MazaCAM von der SolutionWare Corporation mit Firmensitz in San José, Kalifornien, USA.

## Funktionsumfang und Einsatzgebiet
MazaCAM kann Mazatrol-Programme auf verschiedene Art und Weise erstellen. Es können sowohl Programme im Mazatrol Editor als auch am PC erstellt und bearbeitet werden. Außerdem kann in einem CAD/CAM-System programmiert werden, das die Ausgabe von Mazatrol für alle Mazak-Steuerungen unterstützt. Zum CAD/CAM-System gehört immer auch ein CAD-Import für den Mazatrol Editor.
MazaCAM umfasst die Bearbeitungsverfahren Fräsen und Drehen für Mazak CNC-Maschinen. Dabei werden auch Drehmaschinen mit angetriebenen Werkzeugen und Multi-Funktions-Maschinen aus der Mazak-Serie Integrex und Variaxis unterstützt. Außerdem werden Funktionen unterstützt, die die normale Mazatrol-Programmierung so nicht bietet; dazu gehören unter anderem Gewindefräsen, Gravieren und 3D-Fräsen. Hierzu bedient sich MazaCAM eines sogenannten manuellen Prozesses unter Mazatrol; dieser simuliert ein G-Code-Programm innerhalb der Mazatrol-Oberfläche.
Die Funktionen von MazaCAM reichen von Datenübertragung und über die Programmerstellung im Mazatrol Editor bis hin zur Programmerstellung im CAD/CAM-System, mit Ausgabe in Mazatrol oder G-Code. Eine weitere wichtige Hauptfunktion von MazaCAM ist das Konvertieren zwischen und unter den verschiedenen Mazatrol-Steuerungsgenerationen. Diese Funktion erlaubt dem Benutzer z. B. Mazatrol-Programme neuerer Mazak-Generationen auf älteren Maschinen zu verwenden, was bei Mazak-Maschinen andernfalls nicht möglich ist. Des Weiteren beinhaltet die Software noch einige weitere Funktionen wie z. B. eine Datenverwaltung. Die Software beinhaltet standardmäßig alle Generationen und Modelle der Mazak-Maschinen bzw. der Mazatrol-Steuerungen.

## Verbreitung
MazaCAM wird auf allen Kontinenten und Ländern vertrieben und genutzt. Weltweit wurden schon mehrere Tausend Lizenzen für die Software verkauft.

## Die Software
Die Software MazaCAM ist in verschiedene Module aufgeteilt, um den jeweiligen Anforderungen des Benutzers gerecht zu werden.
- MazaCAM DNC ermöglicht Datenübertragung und Datenverwaltung von einer Mazak oder G-Code CNC-Maschine zu einem PC und umgekehrt.
- MazaCAM Editor ermöglicht es neue Mazatrol-Programme für Mazak-Maschinen auf einem PC zu erstellen oder bereits vorhandene Programme zu bearbeiten.
- MazaCAM Mazak-Steuerungen konvertieren ermöglicht es dem Benutzer die CNC-Programme seiner Mazak-Maschinen generationsübergreifend zu konvertieren.
- MazaCAM CAD/CAM erlaubt dem Benutzer CAD-Daten (wie z. B. DXF, STEP oder IGES) zu importieren und daraus sowohl Mazatrol als auch G-Code- und DIN/ISO-Programme in einem CAM-System zu erstellen.
- MazaCAM CAD-Import erlaubt dem Benutzer Mazatrol-Programme im MazaCAM Editor zu schreiben und dazu unterstützend CAD-Daten zu verwenden, um daraus Konturen und Punkte zu importieren.

## Die Idee und Geschichte hinter MazaCAM
Die SolutionWare Corporation stellt seit 1975 CAD/CAM-Software für Zerspanungsmaschinen her. Begonnen hat alles mit einer CAM-Software zur Erstellung von G-Code DIN/ISO-CNC-Programmen für die damals gängigen Steuerungen. Als Mazak 1981 die weltweit erste CNC-Dialogsteuerung auf den Markt brachte, konnte man plötzlich diese Art von CNC-Steuerung nicht mehr in einem CAM-System oder in einem normalen Texteditor am PC programmieren. Dies war die Geburtsstunde von MazaCAM. Bei SolutionWare hatte man es sich zum Ziel gesetzt, eine Möglichkeit zu schaffen, CNC-Programme für die Mazatrol CNC-Steuerung von einem PC aus erstellen zu können. Es wurde der MazaCAM-Editor entwickelt. Parallel dazu wollte man eine Möglichkeit schaffen, für diese Art der Programmierung ein CAM-System miteinbeziehen zu können. Das bereits vorhandene CAD/CAM-System GeoPath wurde mit diesem neu entwickelten Mazatrol Editor verknüpft und man erhielt die Möglichkeit, CAD-Daten für die Mazatrol-Programmierung zu verwenden, ohne auf DIN-ISO-Programme ausweichen zu müssen. Natürlich wurde die Möglichkeit, G-Code zu erstellen, beibehalten. Seit 1981 bringt Mazak regelmäßig neue Generationen seiner Steuerungen und Maschinen auf den Markt. Als Folge dessen wurde für MazaCAM eine Funktion zum Konvertieren zwischen den Steuerungstypen entwickelt, da die einzelnen Mazatrol-Generationen untereinander nicht kompatibel sind. Bis heute wird MazaCAM ständig weiterentwickelt und ist mit mehreren Tausend Lizenzen weltweit das technologisch am weitesten entwickelte PC-Mazatrol-Programmiersystem.

## MazaCAM-Deutschland
Seit Ende 2011 ist MazaCAM auch über einen Vertriebspartner in Deutschland, Österreich und der Schweiz erhältlich. Die Firma MAZ-AC: MazaCAM Deutschland hat den Vertrieb und den Support für die Software MazaCAM übernommen.

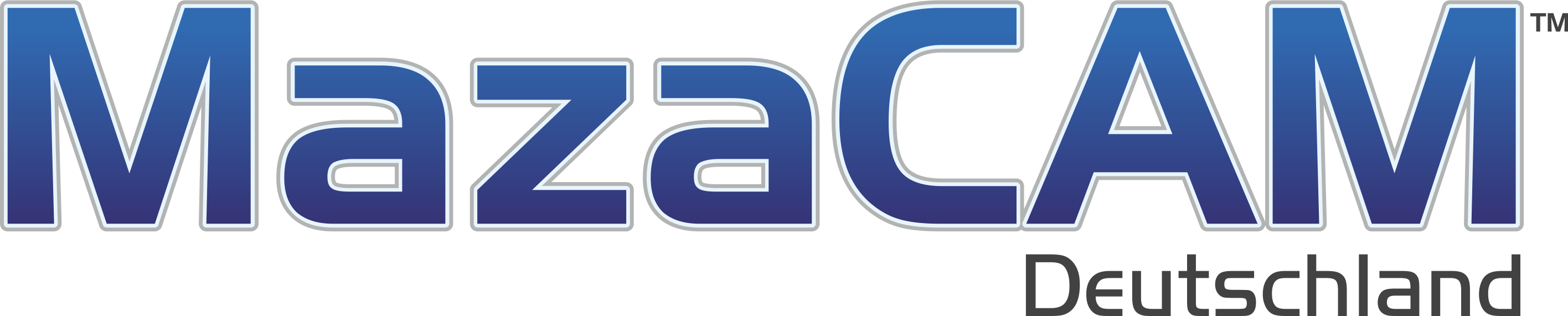
MazaCAM Deutschland: Vertriebspartner Europa für SolutionWare MazaCAM